# Akiballion V - 2
Akiballion V - 2 (アキバリオンV - 2) es una película japonesa, del 12 de marzo de 2010, producida por Zen Pictures. Es una película del género tokusatsu, de acción y aventuras, con artes marciales, dirigido por Motoharu Takauji, y protagonizada por Ayaka Tsuji, Nana Ozaki, Anna Kawamura, Rie Yamashiro, Kiraan y Miyuu Hoshi. 
El idioma es en japonés, pero también está disponible con subtítulos en inglés, en DVD o descargable por internet.

## Saga de Akiballion
- Akiballion - 1 (2008)
- Akiballion - 2 (2008)
- Akiballion V - 1 (2010)
- Akiballion V - 2 (2010)

## Argumento
En su lucha contra los monstruos, las tres luchadoras de Akiballion son capturadas. Uno de los monstruos llamado Gendagin, le divierte atormentar a las tres luchadoras, pero Gendagin no contaba con la ayuda que iban a recibir de la desaparecida Shizuka, quien las liberará. Las cuatro luchadoras unirán ahora sus poderes para derrotar a los monstruos.
Akiballion conocerán finalmente a "s". Es una programadora llamada Nozomi Satou, que puede controlar el mundo real y el virtual con ordenadores, y que les ayudará a enfrentarse a los monstruos del mundo virtual, en el real. Nozomi será la quinta integrante del equipo Akiballion. La lucha tiene lugar ahora en la ciudad de Akihabara, pero las proporciones de las luchadoras de Akiballion, y los monstruos son gigantescas, superando la altura de los edificios.